# غلوريا تريفي
غلوريا دي لوس أنجيليس تريفينيو رويز (ولدت في 15 فبراير 1968) المعروفة فنيًا باسم غلوريا تريفي مغنية وكاتبة أغاني وراقصة وممثلة ومقدمة برامج تلفزيونية ومديرة فيديو موسيقي وسيدة أعمالة مكسيكية. بدأت مسيرته الفنية حيث التقى بالمنتج والمنسق سيرجيو أندرادي ، الذي شكل المجموعة الموسيقية بوكويتاس بينتاداس. بعد أربع سنوات ، نشرت ألبومه الفردي الأول بمساعدة سيرجيو أندرادي ، بعد نجاح ألبومه الأول ، صمم سيرجيو أندرادي لغلوريا صورة أكثر تمردًا وتعاطفًا وإجابة وشعبية ، بلهجة تنتمي إلى الأحياء الشعبية في مكسيكو سيتي. في التسعينيات ، ظهرت لأول مرة في فيلمها بثلاثة أفلام ناجحة: شعر فضفاض (1991) ، أحذية قديمة (1993) وبطاطس بدون كاتشب (1995). أنهى العقد بـ 5 ألبومات بلغ مجموع مبيعاتها ما يقرب من 5 ملايين

## روابط خارجية
- Former official website
- Universal Music Latin Entertainment | Gloria Trevi نسخة محفوظة August 15, 2014, على موقع واي باك مشين.
- The New York Times
- Gloria Trevi section on Univision.com نسخة محفوظة January 2, 2007, على موقع واي باك مشين.
- Gloria Trevi Interview